# Endiandra sphaerica
Endiandra sphaerica är en lagerväxtart som beskrevs av C. K. Allen. Endiandra sphaerica ingår i släktet Endiandra och familjen lagerväxter. Inga underarter finns listade i Catalogue of Life.